# Gottorpske glober
De gottorpske glober  er navnet på to repræsentative glober fra midten af 1600-tallet. Globerne blev udført til den daværende gottorpske hertug Frederik 3. Mens den store globus (Gottorpske Kæmpeglobus) er konstrueret i overensstemmelse med den geocentriske verdensbillede, følger den mindre (Gottorpske Himmelglobus) allerede den nye heliocentriske verdensbillede efter Nicolaus Kopernikus. 
Globerne blev konstrueret af den tyske mekaniker Andreas Bösch under ledelse af den gottorpske hofastrolog Adam Olearius.

## Kæmpeglobus
Den større af de to glober blev konstrueret mellem 1650 og 1664. Den måler 3,11 meter i diameter og blev opstillet i et speciel globehus i Gottorp Slots barokhave. På globens ydre side sås en kartografisk præsentation af den dengang kendte verden og på globens indre side solens og planeternes tilsyneladende bevægelser om jorden. Globen var på den måde både et himmel- og jordglobus. Hvis globen drejede sig, kunne personerne i den indre globus se planeternes 
bevægelser på stjernehimlen, mens jordens beliggenhed under himlen blev vist i form af en halvkugle på et lille bord. En omdrejning på cirka otte minuter simulerede på denne måde stjernehimlens bevægelse i 24 timer. Den gottorpske kæmpeglobus var i 1600-tallet en såvel didaktisk og teknisk fuldkommen ny måde at præsentere astronomisk og geografisk viden på og vakte stor opmærksomhed.
Den originale kæmpeglobus blev i begyndelsen af 1700-tallet ført til Sankt Petersborg, hvor den kom til at stå i zarens nybyggede kunstkammer. Men da kunstkammeret i 1749 gik op i flammer, gik det også ud over globen. Kæmpeglobens skellet kan endnu ses i Sankt Petersborg. 
I 1990erne opstod i Slesvig planer om at rekonstruere kæmpegloben ud fra et bevaret bygningsinventar fra 1708. Kopien blev gjort tilgængelig for offentligheden i maj 2005 og kan nu ses i det nybyggede globehus i Nyværkhaven i Slesvig.

## Himmelglobus
Den mindste af globerne blev konstrueret mellem 1655 og 1657. Den cirka 2,40 meter høje globus måler 1.3 meter i diameter og afbilder det heliocentriske verdensbillede efter Nicolaus Kopernikus, hvor jorden og planeterne drejer sig om solen som midtpunkt. Himmelgloben kaldes derfor også for Sphaera Copernicana. Jorden og månen i globens indre er formet som runde kloder, mens de andre planeter er symboliseret af små sølvfigurer med planetsymbolerne i hænderne. Solen i centrum er formet som blank messingkugle. Ude på globens armillarsfærer ses dyrekredsen med de astronomiske stjernebilleder. Globen er kronet af en lille udgave af den ptolemæiske globus. 
Selvom den kopernikanske himmelglobus på Frederiksborg Slot er mindre end kæmpegloben i Slesvig, er den kopernikanske mere teknisk krævende. Hele konstruktionen bliver drevet af et urværk, som koordinerer og styrer 24 sammenhængende bevægelsesforløb i globens indre. 
Formålet med himmelgloben synes at have været at skabe et supplement til kæmpegloben, som er i fuld overensstemmelse med datidens nyeste astronomiske og matematiske viden.
Efter den kopernikanske himmelglobes fuldførelse blev den opsat i kunstkammeret og senere på biblioteket på Gottorp Slot. I 1750 blev globen overført til København, hvor den fik plads i det kongelige kunstkammer. I 1879 blev globen købt af den danske ølbrygger Jacob Christian Jacobsen og skænket til museet på Frederiksborg Slot. Jacobsen forhindrede dermed, at globen blev solgt til udlandet. I 2001 blev globen fuldstændig restaureret.

## Galleri
- Globens historie på kæmpegloben (moderne rekonstruktion, Slesvig)
- Påstigningsdør til kæmpegloben (moderne rekonstruktion, Slesvig)
- Stjernebilleder på himmelgloben (Frederiksborg Slot)
- Hjulværk i himmelgloben (Frederiksborg Slot)
- 1700-tals rekonstruktion af Kæmpegloben (Kunstkammeret i Sankt Petersborg)
- Døren fra den originale Kæmpeglobus i Sankt Petersborg. Den eneste del som overlevede en brand i 1747

## Eksterne links
- Wikimedia Commons har flere filer relateret til Gottorpske glober
- Den gottorpske kæmpeglobus på Gottorp Slot Arkiveret 8. januar 2009 hos  Wayback Machine (tysk)
- Den gottorpske himmelglobus på Frederiksborg Slot Arkiveret 18. februar 2009 hos  Wayback Machine (dansk)

54°31′3.55″N 9°32′24.47″Ø / 54.5176528°N 9.5401306°Ø